# ヒョウモンチョウ
ヒョウモンチョウ（豹紋蝶、 Brenthis daphne）は、チョウ目（鱗翅目）アゲハチョウ上科タテハチョウ科ドクチョウ亜科ヒョウモンチョウ族に属するチョウの一種。

## 概要
標準的な和名をあてられているが、本種は日本国内ではそれほど一般的な種ではなく、他のヒョウモンチョウ族の蝶との区別のために「ナミヒョウモン」と呼ばれることもある。日本国内で繁栄しているヒョウモンチョウ族のチョウ、ミドリヒョウモンやツマグロヒョウモンなどは本種より大きく、趣味者には「大型ヒョウモン」と呼ばれ、こちらはそれと区別して「中型ヒョウモン」と呼ばれる。
大型ヒョウモンよりもゆるやかに飛翔し、前翅先端は丸く、出現時期もより早い。また大型ヒョウモンの成虫は秋まで見られるものが多いが、本種は夏の終わりとともにいなくなる。
幼虫の食草はヒョウモン類で一般的なスミレ類ではなく、バラ科のワレモコウ、オニシモツケなど。越冬態は卵内1齢幼虫。
近縁種にコヒョウモン（B. ino）がいる。生態や形態は似るが、本種が山地のやや乾燥した草原に生息するのに対し、コヒョウモンは渓谷や湿原などに多い。

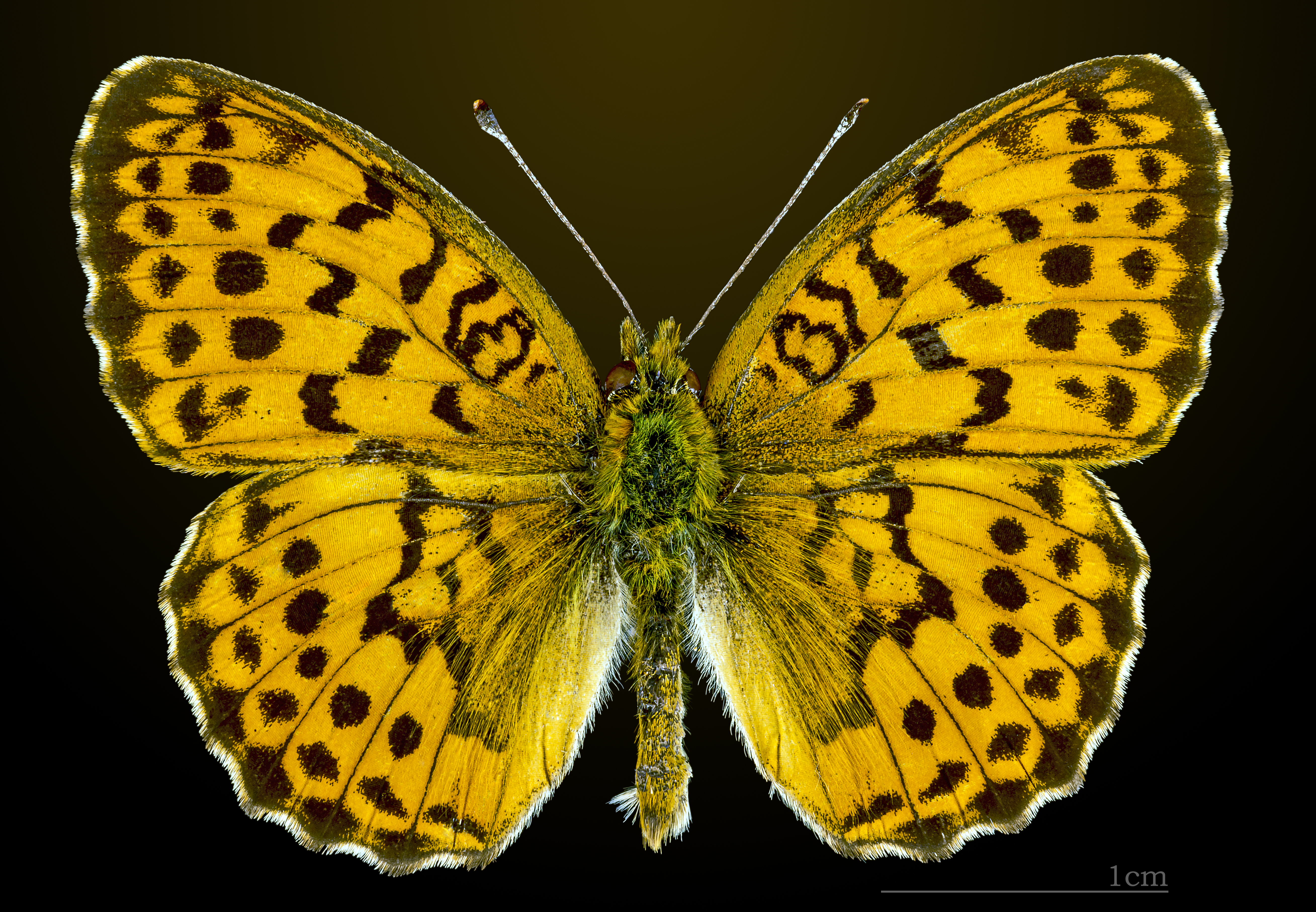
ヒョウモンチョウ
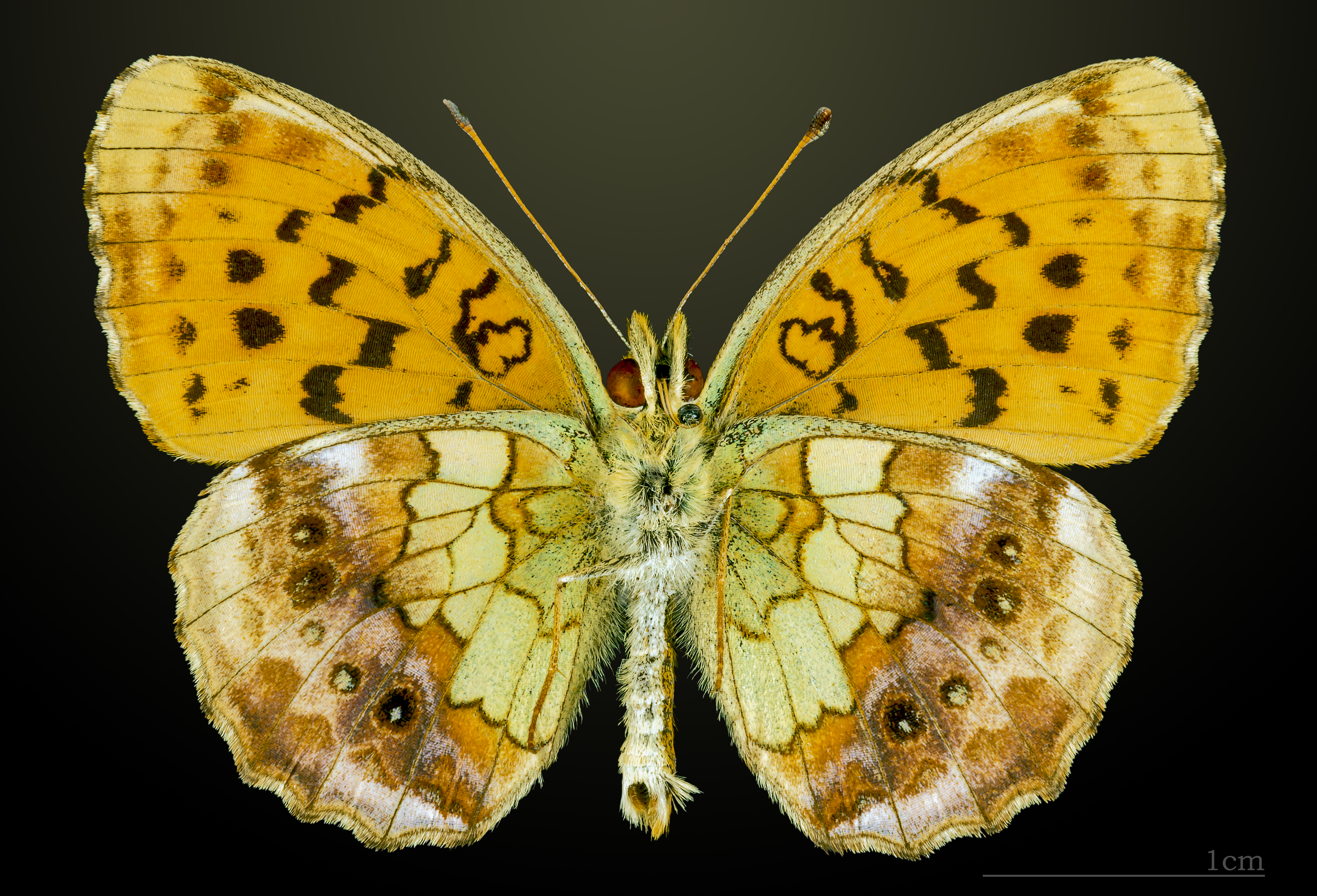
△  ヒョウモンチョウ

## 分布
北海道内陸部および、東北地方・中部地方の山地。国外ではユーラシア大陸北部。

## 保全状況評価
ヒョウモンチョウ北日本亜種 Brenthis daphne iwatensis
ヒョウモンチョウ本州中部亜種 Brenthis daphne rabdia
- 準絶滅危惧（NT）（環境省レッドリスト）